# 피에로 디 코시모 데 메디치

1465년 루이 11세가 피에로에게 공인한 추가된 문장으로, 가문의 문장에 있는 6개의 원 중 하나를 좀 더 큰 프랑스 문장의 원으로 바꾸었다.

피에로 디 코시모 데 메디치(이탈리아어: Piero di Cosimo de' Medici, 1416년 9월 19일 - 1469년 12월 2일)는 1464년에서 1469년까지 사실상의 피렌체의 통치자였다. 통풍으로 인한 건강악화로 인하여 활발히 활동하지 못했고 치적도 많이 쌓지는 못했다. 그러나 메디치 가문은 그의 장남 로렌초 데 메디치 대에 이르러 크게 융성하며 전성기를 맞이하게 된다.

## 생애

### 어린 시절
피에로는 코시모 데 메디치의 장남으로 태어났다. 아버지가 살아있는 동안에는, 폭 넓은 활동을 하지 못했는데 이는 그의 건강이 꾸준히 악화되었기 때문이다. 허약한 체질이었고 통풍과 여러 지병이 있었다.
1461년 피에로는 메디치 가문 출신으로서는 마지막 곤팔로니에레에 선출된다. 그러나 그는 통풍으로 인해 많은 시간을 침실에서 지낼 수밖에 없었다. 그의 침실에서 정책을 논하는 일이 늘어나면서 침실이 사실상 집무실이 되었으며, 그로 인하여 메디치 궁전이 피렌체 정부 업무 집행의 중심지로 변모하였다.

### 가업경영
아버지 코시모는 장남인 피에로가 정치를 맡고 차남 조반니에게 가업인 은행업을 물려주려 하였다. 장남인 피에로는 사업적인 능력은 부족한 편인데다가 건강이 좋치 않았기 때문이다. 이에 반해 차남 조반니는 매우 건강한 편이었으며 아버지 코시모의 사후에 유언 집행자로 지명되었지만, 애석하게도 아버지 보다 1년 전인 1463년에 사망하고 말았다.
은행업을 이어받기 위해 금융과 경영수업을 받던 동생이 갑자기 사망한 상태에서 가업을 이어받다 보니 제대로된 금융업에 대한 이해나 경영수업을 받지 못한 채로 가업 경영을 하였고 어려움이 따랐다.
아버지로부터 메디치 은행을 인수한 후에 전반적인 재정상태를 조사하고 검토하였다. 조사 결과가 나오자 아버지 때부터 장기간 방치된 불량대출의 상환을 추진하였다. 이로 인해 많은 상인들이 파산한 후 반-메디치 파에 합류하며 반대세력이 되었다. 비록 그는 아버지처럼 뛰어난 은행가는 아니었지만 가업경영은 비교적 순조로운 편이었다.

### 쿠데타와 전쟁
피렌체의 통치자로 있던 그의 재임중인 1466년 8월 26일, 에르콜레 데스테의 지원을 받은 루카 피티 일당의 쿠데타 시도가 있었다. 그러나 조반니 2세 벤티볼리오한테 이에 대한 정보와 사전 경고를 받았기에 쿠데타를 피할 수 있었다. 또한 그의 아들 로렌초가 쿠데타의 징후를 사전에 발견하여 아버지에게 알리기도 했다. 카레지에 있는 메디치 가문의 저택으로 가는 길목에서 피에로를 붙잡으려고 음모자들이 만든 도로 봉쇄용 바리케이드를 찾아낸 것이다. 베네치아가 지원하여 바르톨로메오 콜레오니가 이끄는 군대의 쿠데타 역시 실패한다.
그러나 이 쿠데타는 이를 통해 메디치가의 권력을 제한하고 피렌체의 전통적인 공화국 정부체제를 복원하려는 합법적인 시도인데 이를 쿠데타나 음모로 칭하는 것은 메디치 가문의 위헌적인 세습적 지위를 정당화한다는 주장이 제기되고 있다.
1467년, 베네치아 공화국과 전쟁을 벌였는데 피렌체가 신임 밀라노 공작 갈레아초 마리아 스포르차를 지지하였기에 동맹국으로서 치르게 된 전쟁이었다. 콜레오니가 이끄는 베네치아군은 교황청, 나폴리, 밀라노 피렌체 동맹군과의 몰리넬라 전투에서 패배하였다.

## 후원 및 사망
그는 예술을 후원하는 가문의 전통을 이어갔다. 그의 취향은 네덜란드와 플랑드르 작품까지, 아버지 보다 다방면으로 넓었다. 그는 또한 진귀한 서적 수집을 지속하여, 많은 책들을 메디치 컬렉션에 추가하였다.
그는 통풍과 폐병으로 1469년에 사망하여, 그의 동생 조반니를 뒤이어 산 로렌초 성당에 안치됐다. 안드레아 델 베로키오가 만든 그의 무덤은 피에로의 아들 로렌초와 줄리아노의 의뢰로 만들어졌다.

## 결혼과 자녀
1444년 6월 3일 피에로는 루크레치아 토르나부오니 (1427–1482)와 혼인했다. 그들 사이의 자녀로는 로렌초 마니피코와 줄리아노 데 메디치 등이 있다. 그의 모든 가족들은 성모자와 다섯 천사라고 불리는 그 유명한 보티첼리의 작품속에 그려져있다.
그들 사이의 자녀:
- 비안카 (1445-1505) - 굴리엘모 파치와 혼인[1]
- 루크레치아 (1448-1493)[1]
- 로렌초 마니피코 (1449-1492)[1]
- 줄리아노 (1453-1478)[1]
- 마리아 (사생아로 추정)[4] (1455-1479) - 레오네토 로시(Leonetto Rossi)와 혼인[1]